# Turniej o Brązowy Kask 1986
Turniej o Brązowy Kask 1986 – zawody żużlowe, organizowane przez Polski Związek Motorowy dla zawodników do 19. roku życia. W sezonie 1986 zwycięzców wyłoniono na podstawie wyników dwóch turniejów finałowych.

## Wyniki

### Pierwszy finał
- 11 września 1986 r. (czwartek), Leszno

| Msc. | Zawodnik             | Klub                 | Pkt |               |  |
| ---- | -------------------- | -------------------- | --- | ------------- |  |
| 1    | Jarosław Szymkowiak  | Falubaz Zielona Góra | 14  | (3,3,3,2,3)   |  |
| 2    | Piotr Świst          | Stal Gorzów Wlkp.    | 12  | (3,3,d,3,3)   |  |
| 3    | Marek Molka          | Falubaz Zielona Góra | 12  | (2,3,1,3,3)   |  |
| 4    | Sławomir Dudek       | Falubaz Zielona Góra | 11  | (1,2,3,2,3)   |  |
| 5    | Robert Mordal        | Falubaz Zielona Góra | 11  | (2,2,3,2,2)   |  |
| 6    | Andrzej Musiolik     | ROW Rybnik           | 9   | (1,2,2,3,1)   |  |
| 7    | Ryszard Jasinowski   | Falubaz Zielona Góra | 8   | (0,1,2,3,2)   |  |
| 8    | Krzysztof Kuczwalski | Apator Toruń         | 7   | (3,1,0,1,2)   |  |
| 9    | Grzegorz Smoliński   | Start Gniezno        | 7   | (2,2,1,2,d)   |  |
| 10   | Dariusz Michalak     | Falubaz Zielona Góra | 6   | (3,3,w,-,-)   |  |
| 11   | Jarosław Kardaś      | Śląsk Świętochłowice | 5   | (0,0,3,1,1)   |  |
| 12   | Dariusz Fliegert     | ROW Rybnik           | 5   | (1,0,2,0,2)   |  |
| 13   | Jarosław Olszewski   | Wybrzeże Gdańsk      | 3   | (2,1,u/-,-,-) |  |
| 14   | Andrzej Tanaś        | Unia Tarnów          | 2   | (0,1,1,0,0)   |  |
| 15   | Sławomir Abakumow    | Wybrzeże Gdańsk      | 1   | (1,0,0,0,0)   |  |
| 16   | Waldemar Gaweł       | Sparta Wrocław       | 1   | (0,0,1,0,0)   |  |
|      | rez. Jacek Gomólski  | Start Gniezno        | 4   | (2,1,1)       |  |
|      | rez. Artur Taraszka  | Unia Tarnów          | 2   | (1,1)         |  |

### Drugi finał
- 12 września 1986 r. (piątek), Gniezno

| Msc. | Zawodnik                | Klub                 | Pkt |               |  |
| ---- | ----------------------- | -------------------- | --- | ------------- |  |
| 1    | Piotr Świst             | Stal Gorzów Wlkp.    | 15  | (3,3,3,3,3)   |  |
| 2    | Sławomir Dudek          | Falubaz Zielona Góra | 14  | (3,3,2,3,3)   |  |
| 3    | Jarosław Szymkowiak     | Falubaz Zielona Góra | 12  | (1,3,3,2,3)   |  |
| 4    | Marek Molka             | Falubaz Zielona Góra | 12  | (2,3,2,2,3)   |  |
| 5    | Robert Mordal           | Falubaz Zielona Góra | 10  | (2,2,2,3,1)   |  |
| 6    | Krzysztof Kuczwalski    | Apator Toruń         | 9   | (3,d,3,1,2)   |  |
| 7    | Jacek Gomólski          | Start Gniezno        | 9   | (2,1,1,3,2)   |  |
| 8    | Grzegorz Smoliński      | Start Gniezno        | 8   | (3,d,1,2,2)   |  |
| 9    | Ryszard Jasinowski      | Falubaz Zielona Góra | 5   | (1,2,0,0,2)   |  |
| 10   | Andrzej Tanaś           | Unia Tarnów          | 5   | (0,1,2,1,1)   |  |
| 11   | Sławomir Abakumow       | Wybrzeże Gdańsk      | 4   | (1,0,3,0,u)   |  |
| 12   | Dariusz Fliegert        | ROW Rybnik           | 4   | (0,2,0,1,1)   |  |
| 13   | Artur Taraszka          | Unia Tarnów          | 3   | (2,1,ns,-,ns) |  |
| 14   | Andrzej Musiolik        | ROW Rybnik           | 2   | (1,0,u,0,1)   |  |
| 15   | Jarosław Kardaś         | Śląsk Świętochłowice | 2   | (0,u,1,1,0)   |  |
| 16   | Waldemar Gaweł          | Sparta Wrocław       | 0   | (0,-,-,-,-)   |  |
|      | rez. Mariusz Strzelecki | Apator Toruń         | 5   | (2,1,0,2,0)   |  |
|      | Dariusz Michalak        | Falubaz Zielona Góra |     |               |  |
|      | Jarosław Olszewski      | Wybrzeże Gdańsk      |     |               |  |

## Klasyfikacja końcowa
| Msc. | Zawodnik             | Klub                 | Pkt |           |  |
| ---- | -------------------- | -------------------- | --- | --------- |  |
| 1    | Piotr Świst          | Stal Gorzów Wlkp.    | 27  | (12+15)   |  |
| 2    | Jarosław Szymkowiak  | Falubaz Zielona Góra | 26  | (14+12)   |  |
| 3    | Sławomir Dudek       | Falubaz Zielona Góra | 25  | (11+14)   |  |
| 4    | Marek Molka          | Falubaz Zielona Góra | 24  | (12+12)   |  |
| 5    | Robert Mordal        | Falubaz Zielona Góra | 21  | (11+10)   |  |
| 6    | Krzysztof Kuczwalski | Apator Toruń         | 16  | (7+9)     |  |
| 7    | Grzegorz Smoliński   | Start Gniezno        | 15  | (7+8)     |  |
| 8    | Ryszard Jasinowski   | Falubaz Zielona Góra | 13  | (8+5)     |  |
| 9    | Andrzej Musiolik     | ROW Rybnik           | 11  | (9+2)     |  |
| 10   | Dariusz Fliegert     | ROW Rybnik           | 9   | (5+4)     |  |
| 11   | Jacek Gomólski       | Start Gniezno        | 9   | (p.k.4+9) |  |
| 12   | Andrzej Tanaś        | Unia Tarnów          | 7   | (2+5)     |  |
| 13   | Jarosław Kardaś      | Śląsk Świętochłowice | 7   | (5+2)     |  |
| 14   | Dariusz Michalak     | Falubaz Zielona Góra | 6   | (6+ns)    |  |
| 15   | Sławomir Abakumow    | Wybrzeże Gdańsk      | 5   | (1+4)     |  |
| 16   | Jarosław Olszewski   | Wybrzeże Gdańsk      | 3   | (3+ns)    |  |
| 17   | Artur Taraszka       | Unia Tarnów          | 3   | (p.k.2+3) |  |
| 18   | Waldemar Gaweł       | Sparta Wrocław       | 1   | (1+0)     |  |
| p.k. | Mariusz Strzelecki   | Apator Toruń         | 5   | (ns+5)    |  |